# Rodrigo Paraná
Rodrigo Domingos dos Santos, auch bekannt unter Rodrigo Paraná (* 25. Januar 1987 in Nossa Senhora do Livramento), ist ein brasilianischer Fußballspieler.

## Karriere
Das Fußballspielen erlernte Rodrigo Paraná in den Jugendmannschaften von AA Internacional (Limeira). Seinen ersten Vertrag unterschrieb er 2007 bei Londrina EC in Londrina. Über die unterklassigen brasilianischen Vereine Ceilândia EC, Rio Claro FC, UR Trabalhadores, Junior Team Futebol und EC São Bento wechselte er 2014 nach Südkorea. Hier unterschrieb er einen Vertrag bei Bucheon FC 1995, einem Verein, der in der Zweiten Liga, der K League Challenge spielte und in Bucheon beheimatet ist. Nach 67 Spielen und 22 Toren ging er 2016 nach Japan, wo er sich dem Zweitligisten V-Varen Nagasaki aus Nagasaki anschloss. Von Mitte 2016 bis Anfang 2017 wurde er nach Kitakyūshū zum Drittligisten Giravanz Kitakyūshū ausgeliehen. 2017 wechselte er zurück in seine Heimat Brasilien und spielte bis Mitte 2017 für seinen ehemaligen Club Rio Claro FC. Im gleichen Jahr ging er wieder nach Südkorea, wo er von Mitte 2017 bis Ende 2017 für seinen Ex-Club Bucheon FC 1995 spielte. Zur Saison 2018 wechselte er im Januar 2018 nach Thailand. Hier unterschrieb er einen Vertrag bei Ubon UMT United. Der aus Ubon Ratchathani stammende Club spielte in der höchsten Liga des Landes, der Thai League. Nach der Hinrunde ging er wieder nach Südkorea. Hier schloss er sich dem in der K3 League Basic spielenden Siheung Citizen FC an. Sein Jugendverein AA Internacional (Limeira) nahm ihn Anfang 2019 unter Vertrag. Da der Vertrag im Juni 2019 nicht verlängert wurde, war Rodrigo Paraná seit 1. Juli 2019 vereinslos. Im Januar 2020 unterschrieb er einen Vertrag bei seinem ehemaligen Verein Rio Claro FC in São Paulo.